# تاب‌پار

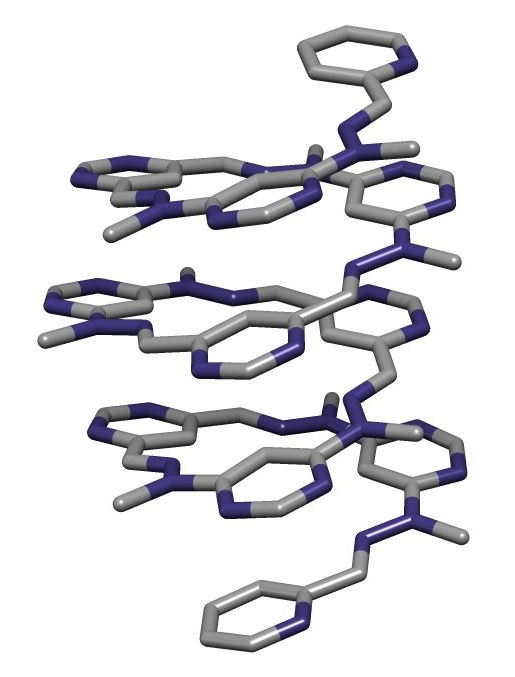
ساختار بلوری یک تاب‌پار.

هر مشابه پروتئین ساختگی که برای تابیدن و تبدیل شدن به یک ساختار فضایی کاملاً شناخته‌شده و متراکم و ویژه طراحی شده است و در برهم‌کنش دو پروتئین طبیعی دخالت دارد را تاب‌پار (foldamer) می‌گویند.